# 화해·치유재단
화해·치유재단은 일본군 위안부 문제의 치유를 위해 2016년 7월 28일 설립된 여성가족부 소관 재단법인이다. 일본은 위안부 문제를 최종적 종결시키기로 약속한 위안부 협상에서 약속한 10억엔을 재단에 출연하여 재단을 운영해 왔으나 최종 해산되었다.

## 논란
일본군 위안부 피해 단체 등에서는 이 단체의 출범에 반대하고, 한민족 또는 한국인 손으로 100억원을 모으자며 별도의 단체인 정의기억재단을 설립하여 100억원을 모금하는 운동을 벌이고 있다. 2018년 9월 25일(뉴욕 현지시각), 문재인 대통령은 미국 뉴욕에서 아베 신조 일본 총리를 만나 "위안부 피해 할머니와 국민의 반대로 화해·치유재단이 정상적 기능을 못하고 고사할 수밖에 없는 상황"이라면서 화해·치유재단을 해산하겠다는 뜻을 통보했다.
일본의 출연금 등 지원에도 불구하고 이러한 논란의 쟁정은  일본 정부와 대한민국 정부의 구체적인 합의 없이 일방적인 협의수준의 일본 정부의 미온적인 대응태세에 기인한다고 언급되고 있다. 일본 정부는 대한민국 정부와  '화해치유재단'의 설립에는 합의했지만 현재까지 '화해치유재단'의 운영에 있어서 일본 정부가 이러한 사안에 대한 공식적인 사과와 포괄적인 배상의 의사를 표명하는 데에는 합의하지 않고 있어 이에 대한 반발을 겪고 있다. 한편 일왕에 의해 설립에 합의한 '화해치유재단'에 대한 일본의 공식적인 사과에 대한 침묵은 한일관계 및 일본의 아시아에서의 제국주의적 피해에 대한 잘못을 다시금 재확인함으로써 양국간의 우호증진과 우방의 재확인이라는 미래의 가치를 답보상태로 남겨두는 이슈가 되었다.

## 같이 보기
- 2015년 한·일 일본군 위안부 협상 타결
- 정의기억재단